# Burg Neuhaus (Amt Neuhaus)

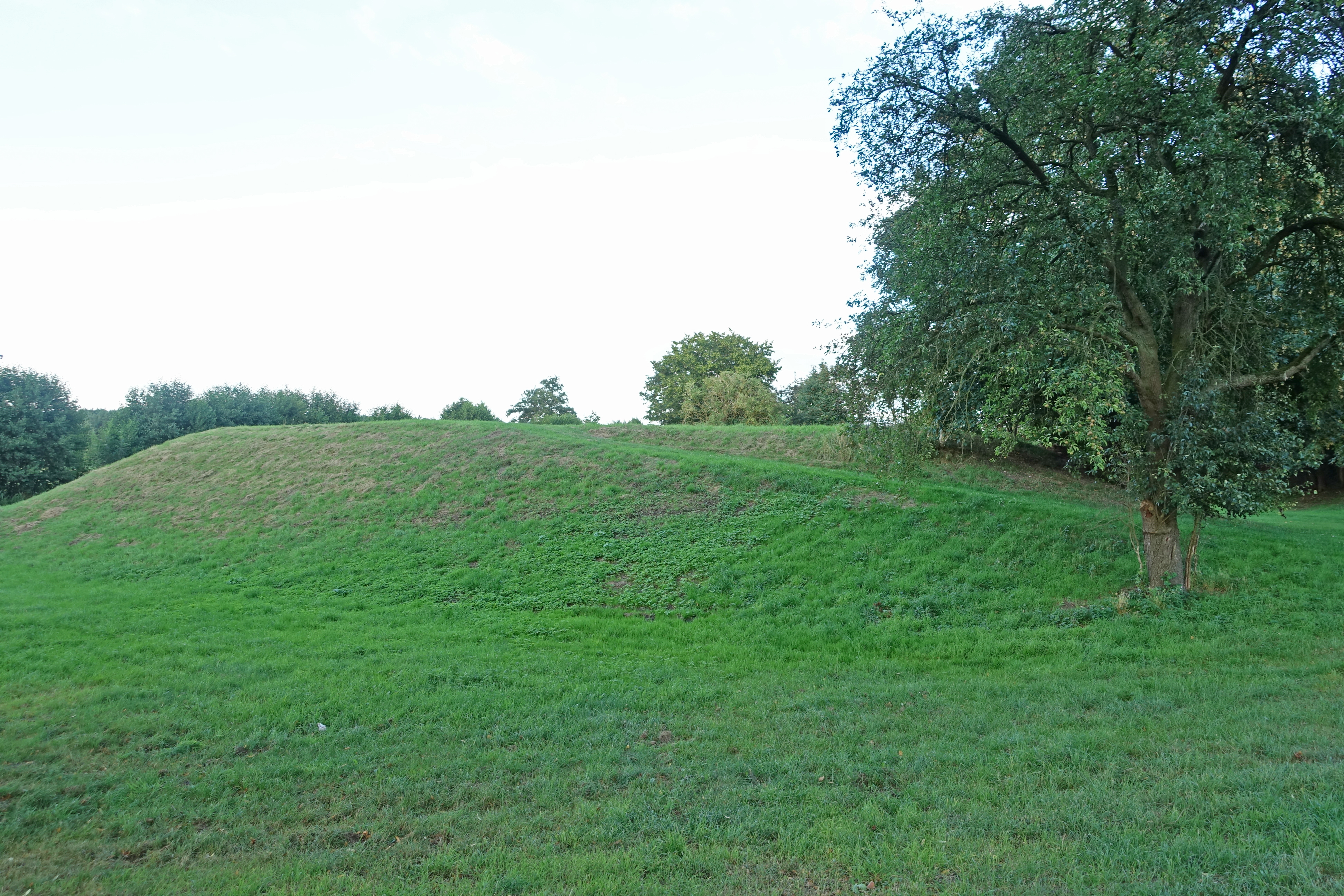
Der Festungswall von Schloss Neuhaus

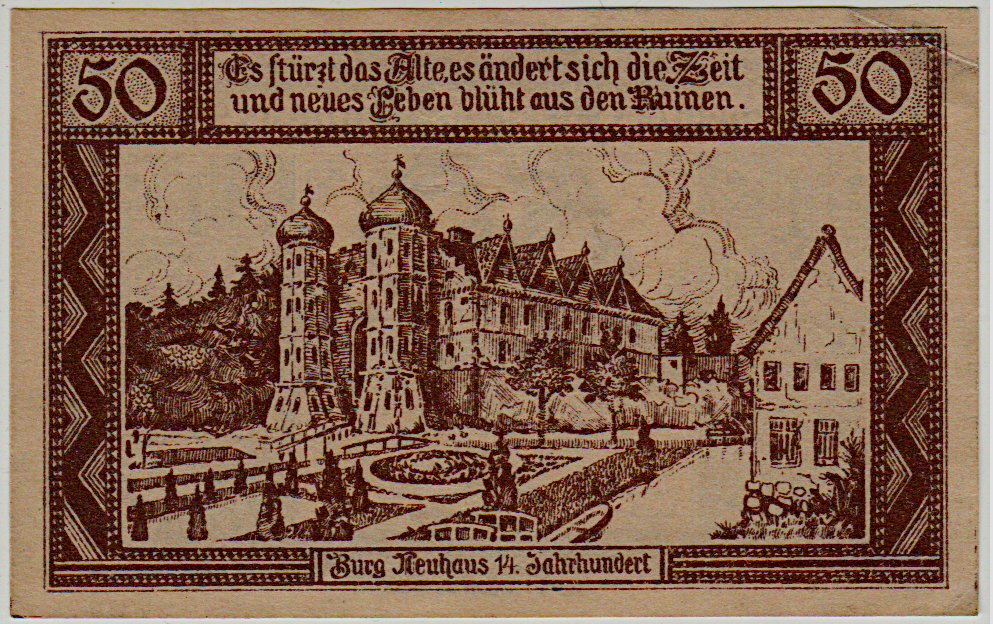
Die Burg Neuhaus im 14. Jahrhundert, auf einem Notgeldschein aus Neuhaus, von 1921.

Die Burg Neuhaus ist eine zum Residenzschloss ausgebaute, spätmittelalterliche Wasserburg des Herzogtums Sachsen-Lauenburg. Sie liegt an einem ehemaligen Nebenarm der Krainke nordwestlich des Zentrums von Neuhaus in der Gemeinde Amt Neuhaus im niedersächsischen Landkreis Lüneburg.

## Geschichte
Die Burg Neuhaus wurde erstmals 1369 erwähnt, als Herzog Erich IV. von Sachsen-Lauenburg das Lauenburger Land mit Darzing und Neuhaus an das Herzogtum Braunschweig-Lüneburg verpfändete, um Gebietsansprüche der Herzogtums Sachsen-Wittenberg abzuwehren. Nach dem Lüneburger Erbfolgekrieg blieb Neuhaus endgültig beim Hause Sachsen-Lauenburg und diente als Amtssitz. Aus der Vorburg entwickelte sich der Ort Neuhaus. Im 15./16. Jahrhundert war die Burg häufig verpfändet. Von 1543 bis 1563 diente sie als Witwensitz für Herzogin Katharina, die Witwe von Herzog Magnus I. Von 1581 bis 1689 war das Schloss Nebenresidenz der Herzöge von Sachsen-Lauenburg. Um 1600 erfolgte unter Herzog Franz II. der Umbau zu einem Schloss mit Festungsanlage. Im Dreißigjährigen Krieg wurde die Festung mehrfach eingenommen und diente danach nur noch selten als Residenz. Das Schloss wurde allmählich baufällig und verfiel. 1719 sind deshalb die meisten Gebäude abgebrochen worden. Das Baumaterial wurde zum Bau des Jagdschlosses Göhrde verwendet. Diese Maßnahmen geschahen schon unter der Herrschaft des Kurfürstentums Braunschweig-Lüneburg, an das Neuhaus nach dem Tode des letzten Herzogs von Sachsen-Lauenburg 1689 gefallen war.

## Beschreibung
Die Burg Neuhaus lag auf einer Wurt an der Krainke. Der um 1600 erfolgte Schlossneubau war mit Wall, Palisaden und angeblich fünf Wassergräben befestigt. Bis 1689 sollen auch zwei Türme in der Festung gestanden haben. Im Schlosshof befand sich neben dem Wohngebäude auch eine Schlosskapelle, in deren Erdgeschoss die Küche untergebracht war. Von der Festungsanlage ist noch ein Wall von ca. 20–30 m Breite und max. 6 m Höhe erhalten, der einen rechteckiges Areal von 30 × 50 m Größe umschließt. Im Innenraum steht noch eine 24 m lange und 4 m hohe Mauer. An den Wall schließen außen mehrere Bastionen und Gräben an.
Nach einer alten Beschreibung stand hinter dem ersten Graben ein kleines Gebäude für die Wachmannschaft. Nach der zweiten Zugbrücke folgten das Amtshaus, ein Reitstall, eine Scheune, eine Schmiede und das sogenannte Lusthaus. Hinter dem nächsten Graben waren einige Geschütze aufgestellt. Hinter der nächsten Zugbrücke standen das Wasch- und Schlachthaus, ein Viehstall, Backhaus, Brennhaus und Brauhaus.